# 2038年7月2日日食
2038年7月2日日食是一次日環食，將發生於2038年7月2日。新月當天（即朔日），地球上觀測到月球和太阳的角距離極小，此時月球如果恰好在月球交點附近，穿過太阳和地球之間，與地球、太阳接近一直線，則會出現日食。月球穿過太阳和地球之間，但距地球較遠，本影未能接觸地表，而使偽本影覆蓋的區域內看到月球的角直徑小於太陽，就形成日環食，同時在偽本影兩側數千公里的半影範圍內形成日偏食。此次日環食經過了哥倫比亞、委內瑞拉、格林納達、巴巴多斯、西撒哈拉、毛里塔尼亞、馬里、阿爾及利亞、尼日爾、乍得、蘇丹、南蘇丹、衣索比亞、肯亞、索馬里，日偏食則覆蓋了北美洲東南部、南美洲中北部、歐洲中南部、非洲大部、亞洲西部。

## 日食概況

### 出現區域
厄瓜多爾西北約430公里的太平洋東部洋面最先在日出時看到此次日環食，隨後月球偽本影向東北劃過南美洲西北部、加勒比海東南部、向風群島進入大西洋，在加那利群島西南約450公里的洋面達到最大食分。此後偽本影逐漸轉向東南移動，不久就登上非洲西部海岸後穿過非洲，最終在日落時分結束於索馬里蓋多州西部貼近肯亞邊境處。
此次偽本影經過的陸地依次包括：
- 哥伦比亚：喬科省南部、考卡山谷省北部、里薩拉爾達省中南部、金迪奧省北半部、托利馬省北部、卡爾達斯省除北部外的大部、安蒂奧基亞省極東南角、昆迪納馬卡省北部、博亞卡省中部偏北、桑坦德省南部、卡薩納雷省極西北角、阿勞卡省西北半部；
- 委內瑞拉：自西南向東北斜貫阿普雷州西北部和巴里納斯州東南部後經過波圖格薩州南部和科赫德斯州南部，斜貫瓜里科州北部並經過阿拉瓜州東南部、米蘭達州東南角、安索阿特吉州北部、蘇克雷州西北部；
- 格瑞那達：聖喬治區東南部、聖戴維區南半部、聖安德魯區東南部；
- ：基督城教區除西北邊境外的絕大部分、聖喬治教區極東南角、聖菲利普區東南部；
- 西撒哈拉：自西向東貫穿阿尤恩-布支杜爾-薩基亞-阿姆拉大區南部；
- 毛里塔尼亚：自西向東貫穿提里斯-宰穆爾省和阿德拉爾省東北部；
- ：自西北向東南斜貫通布圖區北部和基達爾區北端；
- 阿尔及利亚：自西北向東南斜貫阿德拉爾省南部和塔曼拉塞特省南部；
- 尼日尔：自西北向東南斜貫阿加德茲大區中部偏南、津德爾大區東北部、迪法大區中部偏北；
- ：自西北向東南斜貫加奈姆區、加扎勒河區、巴塔區，經過蓋拉區東北部後斜貫坦吉萊區並擦過瓦達伊區極南端和薩拉馬特區極東北角；
- 苏丹：自西北向東南斜貫中達爾富爾州中部偏南、南達爾富爾州中部偏南、東達爾富爾州南部，擦過西科爾多凡州有爭議的阿卜耶伊地区極西南角；
- 南蘇丹：自西北向東南斜貫西加扎勒河州北部、北加扎勒河州北部、瓦拉布州中部偏北、團結州中部偏南並擦過湖泊州極東北角，斜貫瓊萊州後經過東赤道州東北部；
- 衣索比亞：自西北向東南斜貫南方州南部和奧羅米亞州南部；
- ：擦過馬薩比特郡極東北角後經過瓦吉爾郡並自西北向東南斜貫曼德拉郡；
- ：從蓋多州西部入境後劃過極短的距離就離開地表。[3][4]

除了上述狹窄的環食帶內能看到日環食之外，月球半影覆蓋範圍內都將能看到日偏食，包括北美洲的加拿大東南部、聖皮埃爾和密克隆、美國東南部、百慕大、墨西哥中東部、中美洲，南美洲的亞馬遜雨林以北地區及秘魯、智利北部、玻利維亞、阿根廷北部、巴拉圭西北部、巴西中北部，歐洲的南歐、西歐除蘇格蘭北端外的絕大部分、中歐除波蘭東北部外的大部、丹麥南半部、東歐西南部，非洲除南部非洲中南部、馬達加斯加、馬斯克林群島、聖赫勒拿島、特里斯坦-达库尼亚群島外的大部，亞洲的西亞除東北角外的大部、阿富汗西南部、巴基斯坦西部。

此次日環食過程中月影在地表移動的動畫

### 基本參數
- 類型：日環食
- 食甚中心處（位於加那利群島西南約450公里的大西洋）資料：
  - 時間：2038年7月2日13:31:31.7
  - 地點：25°25.4′N 21°53.4′W / 25.4233°N 21.8900°W
  - 食分：0.9911（環食帶內最大）
  - 偽本影寬度：31.2公里
  - 日環食持續時間：59.7秒
- 環食最長處資料：
  - 時間：2038年7月2日11:38:44
  - 地點：1°6′N 84°7′W / 1.100°N 84.117°W
  - 偽本影寬度：94.1公里
  - 日環食持續時間：1分34.9秒[6]

## 相關的日食

### 2036-2039年的日食
月球交替位於相對的月球交點時，以半個交點年（食年），即約177天又4小時間隔出現下列日食。
註：2036年2月27日和2036年8月21日的日偏食屬於上一組交點年系列。
| 日食列表  |           |           |           |           |           |           |           |           |           |           |           |
| 1997-2000 | 2000-2003 | 2004-2007 | 2008-2011 | 2011-2014 | 2015-2018 | 2018-2021 | 2022-2025 | 2026-2029 | 2029-2032 | 2033-2036 | 2036-2039 |

| 升交點   | 升交點                   |          | 降交點                   | 降交點 |
| 沙羅周期 | 地圖                     | 沙羅周期 | 地圖                     |        |
| 117      | 2036年7月23日 偏食（南） | 122      | 2037年1月16日 偏食（北） |        |
| 127      | 2037年7月13日 全食       | 132      | 2038年1月5日 環食        |        |
| 137      | 2038年7月2日 環食        | 142      | 2038年12月26日 全食      |        |
| 147      | 2039年6月21日 環食       | 152      | 2039年12月15日 全食      |        |

### 沙羅周期
沙羅周期長度為18年11天。本次日食屬於沙羅週期137，共包含70次日食，依次為1389年5月25日至1515年8月9日的8次日偏食、1533年8月20日至1695年12月6日的10次日全食、1713年12月17日至1804年12月11日的6次全環食（亦稱混合食）、1822年12月21日至1876年3月25日的4次日環食、1894年4月6日至1930年4月28日的3次全環食、1948年5月9日至2507年4月23日的32次日環食、2525年4月23日至2633年6月28日的7次日偏食，總共歷時1244.08年。其中最長的全食發生於1569年9月10日，共持續了2分55秒。
下表列舉了1901年至2100年間發生的屬於該周期的11次日食，是第30至40次：
| 30            | 31            | 32            |
| ------------- | ------------- | ------------- |
| 1912年4月17日 | 1930年4月28日 | 1948年5月9日  |
| 33            | 34            | 35            |
| 1966年5月20日 | 1984年5月30日 | 2002年6月10日 |
| 36            | 37            | 38            |
| 2020年6月21日 | 2038年7月2日  | 2056年7月12日 |
| 39            | 40            |               |
| 2074年7月24日 | 2092年8月3日  |               |

## 資料來源
1. ↑  樊忠玉. . 中国天文科普网.   [2018-02-09]. （原始内容存档于2014-09-17）.
2. 1 2  Fred Espenak. . NASA Eclipse Web Site.   [2018-02-09]. （原始内容存档于2020-10-20）.（英文）
3. ↑  Fred Espenak. . NASA Eclipse Web Site.   [2018-02-09]. （原始内容存档于2020-10-23）.（英文）
4. ↑  Xavier M. Jubier. .   [2018-02-09]. （原始内容存档于2019-06-05）.（法文）（英文）
5. ↑  Fred Espenak. . NASA Eclipse Web Site.   [2018-02-09]. （原始内容存档于2019-01-18）.（英文）
6. ↑  Fred Espenak. . NASA Eclipse Web Site.   [2018-02-09]. （原始内容存档于2020-10-24）.（英文）
7. ↑  Fred Espenak. . NASA Eclipse Web Site.（英文）

## 外部連結
- NASA日食專頁（页面存档备份，存于）（英文）
- 可見區域圖和時間統計：由弗雷德·埃斯佩纳克做出的日食預報，NASA/GSFC
  - Google互動地圖呈現的日食範圍
  - 貝塞爾元素
- Google地圖顯示的日環食和日偏食範圍（页面存档备份，存于）（法文）（英文）

| \| \| 日食 \|                            |                             |                                            |
| 上一次日食： 2038年1月5日日食 （日環食） | 2038年7月2日日食 （日環食） | 下一次日食： 2038年12月26日日食 （日全食） |
| 上一次日環食： 2038年1月5日日食          | 2038年7月2日日食 （日環食） | 下一次日環食： 2039年6月21日日食           |
|                                          | 日食                        |                                            |